# Charles-Prosper Dieu
Pour les articles homonymes, voir Dieu (homonymie).
Charles-Prosper Dieu est un général de l’armée impériale de Napoléon III, né le 17 février 1813 à Paris et mort le 8 avril 1860, des suites de ses blessures à la bataille de Solférino en 1859.

## Biographie
Le général Dieu est né le 17 février 1813 à Paris. Il sort de Saint-Cyr en 1831. Il est promu au grade de lieutenant d’état-major en 1834. Il sert alors en Afrique.  Il est nommé aide de camp du maréchal Baraguay-d’Hilliers.  Il suit le maréchal en Orient.
Le 18 janvier 1840, Il est nommé capitaine. Il travaille comme topographe à la division de Constantine.
de décembre 1852 à septembre 1853, il est lieutenant-colonel, commandant supérieur de Bougie.
En 1853, Il est attaché au général en chef de l’armée ottomane Omer Pacha. Pendant la première période de la guerre d’Orient, il participe à la résistance que les Turcs opposèrent à l’armée russe sur le Danube et les Balkans.
Le 12 juin 1856 il est nommé commandeur de la Légion d'honneur.
De 1857 à 1859, il est colonel, commandant la subdivision d'Orléansville.
En 1859, il commande la brigade du 1er corps de l’armée d’Italie. Il est blessé dès le commencement de la bataille de Solférino à l’attaque de la butte des Cyprès. Il meurt des suites de ses blessures neuf mois après, le 8 avril 1860.
Le 14 avril 1860, le Journal L’Illustration titre  « Dieu, jeune encore au moment de sa mort… ».
En 1867, une nouvelle rue ouverte à Paris est baptisée de son nom. La rue Dieu.
Il repose au cimetière de Cachan, mais la plaque qui portait son nom et son prénom a disparu de sa tombe.